# Eliadi (figlie di Climene)

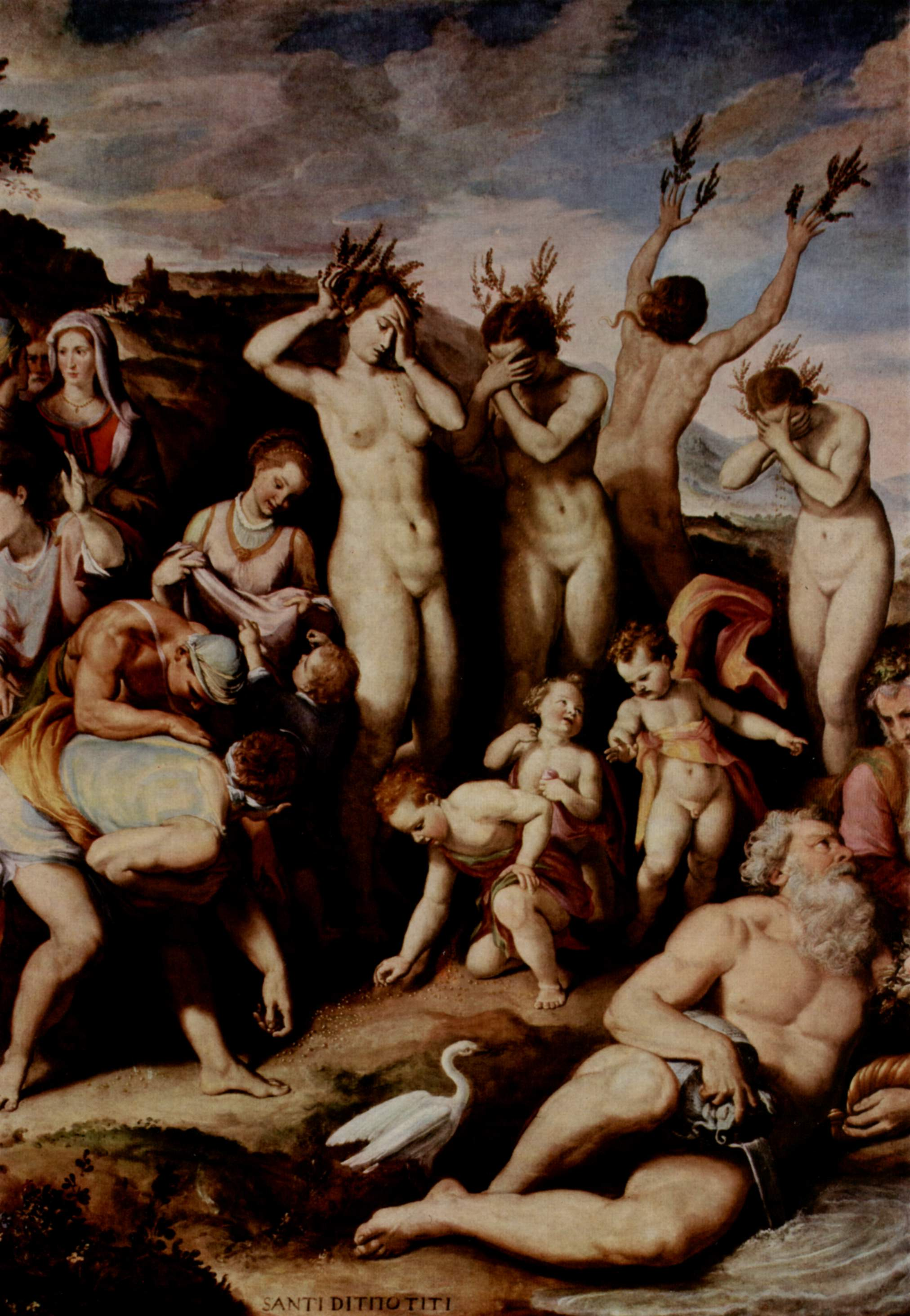
La metamorfosi in pioppi delle sorelle di Fetonte, di Santi di Tito (XVI secolo).

Le Eliadi (in greco antico: Ἡλιάδες?, Hēliades, "figlie del sole") sono dei personaggi femminili della mitologia greca nati sull'isola di Rodi. Non sono da confondere con i loro fratelli, gli Eliadi (in greco Ἡλιάδαι, Hēliádai).

## Genealogia
Sono figlie di Helios e Climene o secondo altre versioni di Ecate e sorelle di Fetonte.
Igino indica sette sorelle i cui nomi sono Merope, Elie, Egle, Lampezia, Febe, Eterea e Diossippe.
Eschilo ed Ovidio, invece, nei loro scritti ne citano entrambi tre, di cui due nomi uguali a quelli indicati da Igino ed uno (Fetusa) diverso.

## Mitologia
Eschilo è il più antico autore di un'opera che le riguardi (Le Eliadi), purtroppo pervenutaci solo in frammenti; in essa tre delle sorelle (Lampezia, Fetusa ed Egle) assistevano disperate alla tragedia di Fetonte. Il fratello, disobbedendo al padre Helios, tentò di guidare il carro del Sole attraverso il cielo, ma, inesperto, non fu in grado di controllare i Cavalli di Elio e si avvicinò troppo alla Terra generando la siccità ed ottenendo l'ira e la punizione per mano di Zeus, che con un fulmine lo scagliò nel fiume Eridano, dove morì annegando.
Le tre sorelle furono così straziate dall'incessante dolore che furono trasformate in pioppi da Zeus, alberi questi ultimi da cui si credeva che trasudassero le loro lacrime sotto forma di ambra.
Eschilo scrisse che il luogo della caduta di Fetonte fu l'Iveria.